# Чугунніков Віталій Семенович
Віталій Семенович Чугунніков (нар. 21 травня 1974, Білгород-Дністровський, Одеська область) — український політичний діяч, народний депутат України VII скликання, голова Рівненської ОДА (26 грудня 2014 — 28 квітня 2016).

## Біографія

### Освіта
З 1981 року по 1991 рік навчався у середній школі № 2 міста Білгород-Дністровський Одеської області.
З 1991 року по 1996 рік навчався в Харківському політехнічному інституті (місто Харків), здобув вищу освіту, за фахом — інженер-механік.

### Трудова та підприємницька діяльність
З 1996 року займається підприємницькою діяльністю в галузі телекомунікаційних послуг. З 2003 по 2005 роки працював начальником відділу збуту на підприємстві «Караван-плюс». З 2006 року по червень 2012 року заснував та працював директором приватного підприємства «Укр-Ком» (місто Рівне).

### Політична діяльність
З 2010 року — голова Рівненської обласної організації політичної партії «УДАР» (покинув у 2014 році). З 2010 по 2012 роки — член виконавчого комітету Рівненської міської ради.
На парламентських виборах 2012 року був обраний народним депутатом України від партії «УДАР», № 18 у виборчому списку. Секретар Комітету Верховної Ради з питань будівництва, містобудування і житлово-комунального господарства та регіональної політики, член Лічильної комісії.
26 грудня 2014 року президент України Петро Порошенко призначив його головою Рівненської ОДА.

### Родина
Дружина Ірина Володимирівна (1975). Має двох доньок — Вікторію (1998) і Марію (2003).